# Kropiwiszcze
Kropiwiszcze (ukr. Кропивище, Kropywyszcze) – wieś na Ukrainie, w  obwodzie iwanofrankiwskim, w rejonie kołomyjskim.